# Hall of Fame Tennis Championships 1997 - Qualificazioni singolare
Le qualificazioni del singolare  dell'Hall of Fame Tennis Championships 1997 sono state un torneo di tennis preliminare per accedere alla fase finale della manifestazione. I vincitori dell'ultimo turno sono entrati di diritto nel tabellone principale. In caso di ritiro di uno o più giocatori aventi diritto a questi sono subentrati i lucky loser, ossia i giocatori che hanno perso nell'ultimo turno ma che avevano una classifica più alta rispetto agli altri partecipanti che avevano comunque perso nel turno finale.
Le qualificazioni del torneo Hall of Fame Tennis Championships 1997 prevedevano 16 partecipanti di cui 4 sono entrati nel tabellone principale.

## Teste di serie
1. Luis Herrera (Qualificato)
2. Ben Ellwood (Qualificato)
3. Christopher Pressley (ultimo turno)
4. David DiLucia (Qualificato)

1. Aleksandar Kitinov (ultimo turno)
2. Michael Shyjan (Qualificato)
3. Chad Clark (ultimo turno)
4. Trey Phillips (primo turno)

## Qualificati
1. Luis Herrera
2. Ben Ellwood

1. Michael Shyjan
2. David DiLucia

## Tabellone

### Legenda
| - Q = Qualificato - WC = Wild card - LL = Lucky loser | - ALT = Alternate - SE = Special Exempt - PR = Protected Ranking | - w/o = Walkover - r = Ritirato - d = Squalificato |

### Sezione 1
|  | Primo turno | Primo turno   | Primo turno  | Primo turno | Primo turno |  |  | Ultimo turno | Ultimo turno | Ultimo turno | Ultimo turno | Ultimo turno |  |
|  |             |               |              |             |             |  |  |              |              |              |              |              |  |
|  | 1           | Luis Herrera  | Luis Herrera | 6           | 6           |  |  |              |              |              |              |              |  |
|  |             | John Falbo    | John Falbo   | 1           | 1           |  |  | 1            | Luis Herrera | Luis Herrera | 6            | 6            |  |
|  |             | Bill Curtis   | 2            | 6           | 6           |  |  |              | Bill Curtis  | Bill Curtis  | 0            | 0            |  |
|  | 8           | Trey Phillips | 6            | 2           | 4           |  |  |              |              |              |              |              |  |

### Sezione 2
|  | Primo turno | Primo turno        | Primo turno        | Primo turno | Primo turno |  |  | Ultimo turno | Ultimo turno | Ultimo turno | Ultimo turno | Ultimo turno |  |
|  |             |                    |                    |             |             |  |  |              |              |              |              |              |  |
|  | 2           | Ben Ellwood        | Ben Ellwood        | 6           | 6           |  |  |              |              |              |              |              |  |
|  |             | Will Ritter        | Will Ritter        | 2           | 1           |  |  | 2            | Ben Ellwood  | Ben Ellwood  | 6            | 7            |  |
|  | 7           | Chad Clark         | Chad Clark         | 7           | 6           |  |  | 7            | Chad Clark   | Chad Clark   | 0            | 6            |  |
|  |             | Jonathan Beardsley | Jonathan Beardsley | 5           | 3           |  |  |              |              |              |              |              |  |

### Sezione 3
|  | Primo turno | Primo turno          | Primo turno          | Primo turno | Primo turno |  |  | Ultimo turno | Ultimo turno         | Ultimo turno | Ultimo turno | Ultimo turno |  |
|  |             |                      |                      |             |             |  |  |              |                      |              |              |              |  |
|  | 3           | Christopher Pressley | Christopher Pressley | 6           | 7           |  |  |              |                      |              |              |              |  |
|  |             | Mitty Arnold         | Mitty Arnold         | 4           | 5           |  |  | 3            | Christopher Pressley | 5            | 6            | 4            |  |
|  | 6           | Michael Shyjan       | Michael Shyjan       | 6           | 6           |  |  | 6            | Michael Shyjan       | 7            | 1            | 6            |  |
|  |             | Mario Llano          | Mario Llano          | 3           | 4           |  |  |              |                      |              |              |              |  |

### Sezione 4
|  | Primo turno | Primo turno        | Primo turno        | Primo turno | Primo turno |  |  | Ultimo turno | Ultimo turno       | Ultimo turno | Ultimo turno | Ultimo turno |  |
|  |             |                    |                    |             |             |  |  |              |                    |              |              |              |  |
|  | 4           | David DiLucia      | David DiLucia      | 6           | 6           |  |  |              |                    |              |              |              |  |
|  |             | Brad Thyroff       | Brad Thyroff       | 1           | 3           |  |  | 4            | David DiLucia      | 3            | 6            | 6            |  |
|  | 5           | Aleksandar Kitinov | Aleksandar Kitinov | 6           | 6           |  |  | 5            | Aleksandar Kitinov | 6            | 3            | 4            |  |
|  |             | Adam Altschuler    | Adam Altschuler    | 2           | 3           |  |  |              |                    |              |              |              |  |